# جوادیه (شیراز)
جوادیه، شهرکی در شهر شیراز است که موقعیت مکانی خوبی دارد و در منطقه ۶ شهرداری شیراز قرار دارد. شهید عباس حیدری نماینده مردم بوشهر در مجلس اول مجلس شورای اسلامی از اهالی این محل بوده‌است.

## جمعیت
این روستا در دهستان دراک قرار داشته‌است و براساس سرشماری مرکز آمار ایران در سال ۱۳۸۵، جمعیت آن ۶٬۳۱۴ نفر (۱٬۵۴۶خانوار) بوده‌است.